# Caramel POP
『Caramel POP』（キャラメルポップ）は、白鳥由里の2作目のオリジナルアルバム。1995年11月1日、バップより発売された。

## 概要
- 前作「ANASTASIA」から、約1年3ヶ月ぶりとなる通算2枚目のアルバム。
- 初のシングルとなった「あたらしいくつ」と同日発売、ただし自身作曲のカップリング曲「子供の見る夢」は未収録。
- 前作より参加している新居昭乃・保刈久明をはじめ、新居が参加していたユニット・Goddess in the Morningの相方であるYAYOI（現：柚楽弥衣）や、音楽家の菅野よう子、シンガーソングライターの種ともこも参加。
- 白鳥自身製作は9曲目「笑顔のきもち」の作曲のみとなり、それ以外は全て他の作詞家や作曲家に委ねられている。

## 収録曲
| #         | タイトル                     | 作詞       | 作曲       | 編曲               | 時間  |
| --------- | ---------------------------- | ---------- | ---------- | ------------------ | ----- |
| 1.        | 「キャラメル」               | 新居昭乃   | 新居昭乃   | 新居昭乃           | 0:29  |
| 2.        | 「さよならドクター」         | YAYOI      | YAYOI      | 保刈久明           | 3:44  |
| 3.        | 「あたらしいくつ」           | 菅野よう子 | 菅野よう子 | 保刈久明           | 3:27  |
| 4.        | 「ひこうき」                 | 新居昭乃   | 新居昭乃   | 新居昭乃           | 4:43  |
| 5.        | 「ギンガムチェックで一週間」 | 種ともこ   | 種ともこ   | 種ともこ           | 3:05  |
| 6.        | 「すてきなシーリー」         | 田中みほ   | 横山裕高   | 新居昭乃           | 4:22  |
| 7.        | 「エメラルドの森」           | 田中みほ   | 新居昭乃   | 新居昭乃           | 4:18  |
| 8.        | 「bird」                     | 新居昭乃   | 新居昭乃   | 新居昭乃           | 4:27  |
| 9.        | 「笑顔のきもち」             | 新居昭乃   | 白鳥由里   | 新居昭乃           | 4:24  |
| 10.       | 「paw」                      | 田中みほ   | 保刈久明   | 保刈久明           | 3:36  |
| 11.       | 「Child Again」              | 菅野よう子 | 菅野よう子 | 保刈久明           | 4:46  |
| 12.       | 「風の砂」                   | 田中みほ   | 溝口肇     | 新居昭乃・保刈久明 | 5:22  |
| 合計時間: | 合計時間:                    | 合計時間:  | 合計時間:  | 合計時間:          | 46:43 |